# Reli Čile
Reli Čile je reli natjecanje u Čileu, koje je jedna od utrka koja se boduje za Svjetsko prvenstvo u reliju od 2019. g.
Prva utrka se održala 2018. Nakon što se pokazala uspješna dodana je u kalendar za sezonu 2019.
Natjecanje se održava po putevima u regiji Biobio dok je baza grad Concepción.

### Pobjednici po godinama
| Godina | Vozač     | Automobil        |
| ------ | --------- | ---------------- |
| 2019.  | Ott Tänak | Toyota Yaris WRC |
| 2023.  | Ott Tänak | Ford Puma Rally1 |